# Upstate New York

En este mapa del estado de Nueva York, Upstate New York son las zonas numeradas del 1 al 7. La zona con el número 8 a veces es considerada como parte del Upstate New York

Upstate New York (traducible al español como Parte Alta del Estado de Nueva York) es la parte del estado estadounidense de Nueva York situada al norte y al noroeste de la aglomeración urbana de Nueva York. La región incluye gran parte del estado, con excepción de la ciudad de Nueva York y sus alrededores, así como Long Island, aunque el límite preciso es asunto de debate. Incluye la parte media y alta del valle del Hudson, el Distrito Capital, la región del valle Mohawk, el centro de Nueva York, la Región Sur, la región de los Lagos Finger, el oeste de Nueva York y la región norte. Entre las principales ciudades del norte del estado de Nueva York, de este a oeste, se encuentran la capital del estado, Albany, Utica, Binghamton, Syracuse, Rochester y Búfalo.
Antes de la Guerra de Independencia, el Upstate estaba poblado por nativos americanos, y allí se formó la llamada Confederación Iroquesa, una confederación indígena de seis tribus, conocida como las Seis Naciones. Henry Hudson realizó la primera exploración europea registrada de la región en 1609, y los holandeses erigieron Fort Oranje (actual Albany) en 1624, que fue el primer asentamiento europeo permanente en Nueva York. La región fue el escenario de numerosas batallas entre el Ejército Continental y el iroqués, aunque muchos estaban divididos entre partidarios de los leales y partidarios de los revolucionarios. Tras el fin de la guerra, el Tratado de Fort Stanwix de 1784 dio inicio a una serie de tratados y compras que llevaron a los iroqueses a ceder la gran mayoría de sus tierras en el norte del estado de Nueva York a los recién formados Estados Unidos.
El desarrollo del Upstate se vio impulsado por la apertura del Canal de Erie en 1825, lo que facilitó enormemente el transporte de mercancías entre el puerto de la ciudad de Nueva York y las ciudades del interior a lo largo de los Grandes Lagos. Como resultado de ello, el Upstate se convirtió en un vivero para la manufactura, dando nacimiento a firmas como General Electric, IBM, Kodak y Xerox, y dio la bienvenida a una gran afluencia de inmigrantes. Desde mediados del siglo XX, la desindustrialización estadounidense ha contribuido a la disminución económica y demográfica del Upstate, y la región se considera en gran medida parte de la Rust Belt.
A diferencia del área metropolitana de Nueva York, Upstate New York contiene vastas áreas de tierra rural. Como resultado, Upstate también apoya una industria agrícola fuerte, y se destaca por su producción de lácteos, su producción de frutas (especialmente manzanas), y la elaboración de vino. La ciudad de Nueva York depende de los recursos naturales de Upstate para una variedad de servicios, incluyendo el abastecimiento de agua y la electricidad de la ciudad. La región cuenta con varios destinos turísticos y recreativos populares, como las Cataratas del Niágara, las Montañas Adirondack y Catskill y los Lagos Finger. 